# Silvia Blumenfeld
Silvia N. Blumenfeld (1949) es una experta mundial en micología. De 1986 hasta 2004, fue profesora de Micología y Biotecnología de fungi filamentosos en la Universidad Nacional del Comahue, en Río Negro, Argentina. Se trasladó a Israel, donde se estableció en 2002, convirtiéndose en curadora de las colecciones de hongos de la Universidad de Tel Aviv, y especializándose en setas medicinales. Ha escrito más de 50 artículos, libros, y patentes de invención a su nombre, habiendo recibido honores académicos. En 1995, fue galardonada con el Premio Nacional 'José Antonio Balseiro' por su obra.

## Carrera
Silvia Blumenfeld es una profesora e investigadora, especializándose en micología, fitopatología y patogenia de forestales. También es experta en biotecnología de setas, hongos descomponedores de madera, y en colecciones de cultivos de setas. Dirigió proyectos de selección genética y mejora de cepas de hongos comestibles y medicinales. Blumenfeld trabajó veinte años en la formulación de inoculantes y en su producción industrial, además de biotecnología de setas.
- Profesora de Fitopatología, Universidad Nacional del Comahue, Facultad de Agronomía, Cinco Saltos, Río Negro, Argentina. De 1986 a 2004
- Profesora de Biotecnología de setas filamentosas, curso de Grado de maestría en Ciencias Químicas de la Universidad Nacional del Comahue. De 1995 a 2004

- Miembro de la "Carrera de Investigador Científico y Tecnológico" del Consejo Nacional de Investigaciones Científicas y Técnicas de Argentina (CONICET), de 1985 a 2002
- Fue investigadora en el Hagolan Research Institute, en 2003
- Fue curadora en la Universidad de Tel Aviv, de las colecciones de hongos, desde 2006 a 2010

- Profesora invitada a importantes y numerosas Universidades e Institutos, de Canadá, España, Francia, EE. UU., México, Venezuela, Cuba, Brasil, Uruguay.

- En 2010, desarrolló la empresa Mycolo: una compañía especializada en el cultivo y procesamiento de setas medicinales a extractos medicinales[3]

## Grados académicos
Facultad de Ciencias Exactas y Naturales, Universidad de Buenos Aires
- Grado: Licenciatura en Ciencias Biológicas
- Postgrado: Dr. en Ciencias Biológicas
- Profesora de Fitopatología y Biotecnología de setas

## Honores
1995 – Premio Nacional Argentino José Antonio Balseiro
- Como Directora de Grupo de Trabajo, por los resultados de transferencia de tecnología y extensión con el sector productivo en los tópicos de setas comestibles, otorgado por el Ministerio de Educación y el Fórum de Ciencia y Tecnología. Le fue otorgado el 26 de abril por el Presidente de la Nación Argentina, Dr. Carlos Saúl Menem, en el Salón Blanco de la Casa Rosada.

Miembro de
- Sociedad Argentina de Botánica, desde 1977
- Mycological Society of America, desde 1985 a 1995
- Canadian Phytopathological Society, desde 1987 a 1995
- Asociación Argentina de Micología, desde 1987
- Sociedad Chilena de Fitopatología, desde 1991
- Asociación latinoamericana de Micología, desde 1994
- Asociación Micológica Carlos Spegazzini, desde 1994
- Beer Sheva, Israel, agosto de 2008

## Algunas publicaciones

### Artículos
- silvia n. Blumenfeld, t. Tzahavi, m. Reuveni. 2008. Cultural studies on Fomitiporia punctata, associated with esca wood decay of grapevines in Israel. Mycological Res. (in prensa)

- ------------------------, ---------------, ---------. 2007. Fungi associated with esca wood decay of grapevines in Israel. Proceedings of II International Congress of Food Science and Technology, Córdoba, Argentina: 315-327

- ------------------------. 2007. Toxic mushrooms in Israel. Proceedings of II International Congress of Food Science and Technology, Córdoba, Argentina: 328-339

- m. Floccari, s. Levis, e. Sfreddo, g. Martos, n. Lucero, n. Leardini, d. Cabral, silvia n. Blumenfeld. 2004. Creation of a Culture Collection Federation for Latin America and the Caribbean. WFCC Newsletter 38:45

https://web.archive.org/web/20101122145434/http://conicet.gov.ar/VINCULACION/acciones/listado_convenios_de_patentes.php
- ------------------------, h. Rubí. 2000. Estudio comparativo de cepas americanas y europeas de hongos comestibles. Revista Ibero-Americana de Micología 17:129-136

- ------------------------, --------------. 2001. Cultivo de Pleurotus spp. sobre residuos lignocelulósicos. Revista Ibero-Americana de Micología 18:92-98

- ------------------------. 2001. Crecimiento y productividad de cuatro cepas de Pleurotus ostreatus (Fr.) Kumm. sobre differentes sustratos. Revista Bosque (Chile) 22(2): 135-141

- a. Romero, silvia n. Blumenfeld. 2001. Tuber rufus Pico, first citation for Argentina. The Mycologist: 15 (4): 173-175

- silvia n. Blumenfeld. 1998. El proyecto RESANFOR-NEUQUÉN, evaluación de daños producidos por las enfermedades de origen fúngico. Actas del Primer Simposio Argentinocanadiense y Primer Congreso Argentino de Protección Forestal (PROFOR): 1-10

- ------------------------, héctor Rubí. 1998. Micorrizas comestibles en plantaciones de coníferas de Río Negro y Neuquén. Actas del Primer Simposio Argentino-canadiense y Primer Congreso de Protección Forestal (PROFOR): 51-59

- ------------------------. 1998. Argentine patent on new method of mushroom cultivation on wood wastes. Patente de invención No. 251.648 del Instituto Nacional de la Propiedad Industrial, INPI, Buenos Aires, Argentina

- ------------------------. 1997. Cepario LIHLCOM de la Universidad Nacional del Comahue. En: CABBIO (Eds.) Catálogo Nacional de Cepas de Microorganismos, PROIMI - FCEN - UBA, Tucumán, p. 92-96

- ------------------------, j.a. Saiz de Omeñaca. 1996. Micorrización de plántulas de pino carrasco (Pinus halepensis) obtenidos por propagación vegetativa. Investigación Agraria. Recursos forestales 5 (2): 181-195

- ------------------------. 1996. Cultivo de Lentinus edodes Berk, sobre aserrín de álamo suplementado. Bol. Soc. Arg. Bot. 32 (1): 55-61

- ------------------------, c.l. Coscaron. 1995. Hongos lignívoros en bosques de lenga Nothofagus pumilio (Poepp. et Endl.) Krasser] de la provincia de Neuquén, Argentina. Bosque (Chile) 16 (2): 84-96

- ------------------------, héctor Rubí. 1994. Cultivo de hongos comestibles sobre residuos de maderas. Bol. Soc. Arg. Bot. 30 (2): 23-34

- j.e. Wright, j.r. Deschamps, silvia n. Blumenfeld. 1993. Basidiomycetes xilófilos de la región mesopotámica. IV. Especies poroides de la familia Hymenochaetaceae Donk. Rev. Invest. Agrop. INTA, XXII (2): 132-167

- silvia n. Blumenfeld, h.a. Mattes, p. Bucki. 1993. Fusarium lateritium Nees, agente causal de una cancrosis en álamos del Valle Medio del Río Negro. Actas VI Jornadas Fitosanitarias Argentinas:115-122

- ------------------------. 1993. Resistance of poplar clones to xylophagous fungi. Material und Organismen: 28 (4): 262-269

- ------------------------. Macromycetes (Aphyllophorales) asociados a los álamos. Estudio ecológico para el Alto Valle de Río Negro y Neuquén. Bol. Soc. Arg. Bot. 28 (1-2):101-110

- ------------------------, l.a. Gallo, h.a. Mattes. 1988. Selección de clones de álamo resistantes a la degradación fúngica. Actas V Jornadas Forestales Argentinas:532-543

- ------------------------. 1986. Estudio ecológico de los Basidiomycetes xilófilos en plantaciones de Pinus elliottii y Pinus taeda de Argentina. Bol. Soc. Arg. Bot. 24 (3-4): 261-281

- ------------------------. 1986. Los hongos lignívoros de la región patagónica: estado actual de su conocimiento. Actas I Jornadas Forestales Patagónicas: 238-244. Editorial Siringa. Neuquén

- ------------------------. l986. Interacciones en cultivo entre Naematoloma fasciculare (Huds.:Fr.) Karst. (Agaricales, Strophariaceae) y varias especies de hongos xilófilos. Physis (Buenos Aires), C,44 (107): 97-102

- ------------------------, b.c. Dobra. 1986. Athelia epiphylla Pers. (Aphyllophorales, Corticiaceae), agente causal del ojo de pescado en peras. Actas VI Jornadas Fitosanitarias Argentinas, Fitopatología: 335-343

- j.e. Wright, silvia n. Blumenfeld. 1984a. New South American species of Phellinus (Hymenochaetaceae). Mycotaxon 21 (4): 423-425

- silvia n. Blumenfeld, j.e. Wright. 1984b. Two new pileate species of Junghuhnia (Polyporaceae). Mycotaxon 19 (1): 471-478

- ------------------------. 1984c. Studies on the degradation of pine wood blocks by Aphyllophorales. Material und Organismen 19 (4): 253 - 262

- ------------------------. 1970. The health-related budget of Los Angeles County, FY1970 P. Rand Corporation. Rand collection. Editor Rand Corp. 10 pp.

### Publicaciones de libros o de capítulos
- 2011. Mycologists: Beatrix Potter, Christiaan Hendrik Persoon, Constantine Samuel Rafinesque, Silvia Blumenfeld, George Engelmann. Editorial Books Llc, Wiki Series. 42 pp. ISBN 1156783682

- silvia n. Blumenfeld. 2008. Growing edible and medicinal wood-rotting fungi. Digital Printer, Beer Sheva, Israel, 215 pp.

- j. Deschamps, j. Wright, silvia n. Blumenfeld, d. Cozzo, h. Lauria, h. Peredo, j. Vizcarra Sánchez. 2007. Patología Forestal del cono sur de América (Forest pathology of the South Cone of America), volumen II, Forest Pathology of Poplars. Orientación Gráfica Editora, Buenos Aires, 322 pp. ISBN 9879979128

- silvia n. Blumenfeld. 2002. Cultivo de hongos comestibles sobre residuos agroindustriales (2ª ed.). Imprenta Islas Malvinas, Facultad de Cs. Agrarias, Universidad Nacional del Comahue Neuquén, 122 pp. ISBN 95043510769)

- ------------------------. 1998. Cultivo de hongos comestibles sobre residuos agroindustriales. Imprenta Islas Malvinas, Facultad de Ciencias Agrarias, Universidad Nacional del Comahue Neuquén, 112 pp. ISBN 95043510769

- j. Deschamps, j. Wright, silvia n. Blumenfeld, d. Cozzo, h. Lauria, h. Peredo, j. Vizcarra Sánchez. 1997. Patología Forestal del cono sur de América (Forest pathology of the South Cone of America), vol. I, Mycorrhizae. Orientación Gráfica Editora, Buenos Aires, 237 pp. ISBN 9879979133

- silvia n. Blumenfeld. 1992. Curso de capacitación en el cultivo de hongos comestibles. Facultad de Ciencias Agrarias, Universidad Nacional del Comahue, FORAT Impresos, Cinco Saltos, 80 pp. ISBN 9504351077

- ------------------------. 1991. Producción de hongos comestibles. Cuaderno de Investigación N.º. 1. Facultad de Agronomía, Universidad Nacional del Comahue, 24 pp.

### Concurrencia a Congresos y Simposios
1983 - XIX Jornadas Argentinas de Botánica, Santa Fe
- silvia n. Blumenfeld. Xylophylous Basidiomycetes in implanted Woods of Pinus taeda and Pinus elliottii, p. 10

- ------------------------. Contribution to the study of the fungal Argentinean flora: species growing on Pinus elliottii and Pinus taeda, p. 11

1986 - VI Jornadas Fitosanitarias Argentinas, Neuquén
- ------------------------, a. Dobra. Athelia epiphylla Pers. (Aphyllophorales, Corticiaceae), ethiological agent of "fish eye rot" on pears, p. 335

1987 - First Symposium on Nothofagus, Villa La Angostura, Neuquén.
- ------------------------. Dynamics of fungal degradation on "lenga" woods, p. 2

1987 - First Joint Meeting of the Mycological Society of America and the Canadian Phytopathological Society, Ottawa, Canadá
- ------------------------. Basidiomycetes that decay Nothofagus pumilio forests: dynamics of fungal degradation of wood, p. 111

1991 - XII International Plant Protection Congress, Río de Janeiro, Brazil
- ------------------------, p. Bucki. Poplar diseases in southern Argentina'

1991 - II Latin American Symposium on genetic resources of horticultural species. XVI Argentinean Congress of Horticulture, Mar del Plata, Argentina
- ------------------------, g.e. Rodríguez. Production of edible mushrooms on agroindustrial wastes, p. 40

1991 - XXIII Argentinean Botanical Congress, San Carlos de Bariloche, Argentina.
- ------------------------. Growth and productivity of four strains of Pleurotus ostreatus on different composts, p. 46

- p. Bucki, m.b. Antola, silvia n. Blumenfeld. Micropropagation of poplar clones, p. 170

- ------------------------, a. Bartusch. Computer science applied to the investigation in forest pathology, p. 290

1991 - II National Congress of Phytopathology, Valdivia, Chile
- ------------------------, p. Bucki. Selection of resistant poplars to fungal pathogens, p. 10

- ------------------------, héctor Rubí. Bioconversion of agroindustrial wastes by wood-degradying mushrooms, p. 11

- m.b. Antola, p. Bucki, silvia n. Blumenfeld. Micropropagation of resistant poplars to fungal pathogens: preliminary studies, p. 12

1992 - Etnobotánica 92, Córdoba (España)
- silvia n. Blumenfeld, héctor Rubí. A comparative study of the productivity of European and American strains of edible mushrooms, p. 299

1992 - XXV Congreso Brasileiro de Fitopatologia, Gramado, Brasil
- p. Bucki, m.b. Antola, silvia n. Blumenfeld. Micropropagation of resistant forest trees to fungal diseases. Fitopatol. Bras. 17 (2): 158

- silvia n. Blumenfeld. The phytopathological frequent problems in the cultivation of edible mushrooms on agroindustrial wastes. Fitopatol. Bras. 17 (2): 171

1993 - 6th International Congress of Plant Pathology, Montreal, Canadá
- -----------------------. Studies of Araucaria declines in the Caviahue Park, Argentina, p. 98

1993 - VI Argentinean Congress of Mycology. Buenos Aires
- héctor Rubí, silvia n. Blumenfeld. Substrate formulation for the cultivation of edible mushrooms, p. 1135

1994 - 5th International Congress of Mycology. Vancouver, Canadá
- silvia n. Blumenfeld, héctor Rubí. Bioconversion of wood wastes by white rot edible fungi

1994 - Latin American Congress of Botany. Mar del Plata
- ----------------------, m.b. Antola, héctor Rubí. Influences of the method of spawn production in the cultivation of edible mushrooms

1994 - Workshop on contributions of the Phytopathology to the Argentinean agricultural production. Buenos Aires
- ----------------------. Pathology of the cultivation of edible mushrooms

1995 - IV Patagonical Forest Meeting. San Martín de los Andes, Neuquén
- ------------------------, l. Pozo. The RESANFOR - NEUQUEN Project:: forest diseases survey

1996 - VIII Latin American Congress. VI National Congress of Horticulture, Montevideo, Uruguay
- ------------------------, héctor Rubí. The LIHLCOM project: a system of technological transfer of the production of edible mushrooms in the Republica Argentina, p. 174

1998 - First Canadian Argentinean Symposium and First Argentinean Congress of Forest Protection, Buenos Aires, 13 a 15 abril
- ------------------------. Sustainable use of the forest edible mushrooms, p. 32

- ------------------------. The RESANFOR-NEUQUEN project, evaluation of the damage for diseases, p. 47

- ------------------------, héctor Rubí. The edible mycorrhizae in pine plantations: their rol as biological control agents, p. 53

- ------------------------, --------------, c. Coscaron Arias. The LIHLCOM project: a system of technological transfer for the production of edible mushrooms, p. 33

1998 - International Congress of Plant Protection, Edinburgh, R.U.
- ------------------------. Ecology of diseases in forest nurseries in Neuquén, Argentina resumen en línea

1999 - III Latinamerican Mycological Congress. Caracas, Venezuela.
- ------------------------, a. Romero, n. Barnes. First citation of Tuber magnatum Pico for the Argentina, p. 124

2000. I Latinamerican Symposium on mushroom production, Xalapa, Veracruz, México.
- ------------------------, c.l. Coscaron Arias. Germplasm collections and genetic resources on edible mushrooms, p. 17

2000 - 15th International Congress on the Science and Cultivation of Edible Mushrooms. Maastricht, Países Bajos
- ------------------------, héctor Rubí. Technological optimization for edible wood- rotting fungi production, p. 943

### Conferencista en Simposios
1991 - XXIII Argentinean Botanical Congress, San Carlos of Bariloche. Session on Computer Sciences applied to the botanical research.
1993. IVI Argentinean Congress of Mycology.
- silvia n. Blumenfeld. Biodeterioration of wood for industrial use, Symposium on materials biodeterioration

- ------------------------. Degradation of lignocelulosic wastes: their application to the substrate formulation for the cultivation of edible mushrooms. Symposium on Physiology of mushrooms: Enzymes

1995 - 61st. Annual Meeting of the Canadian Phytopathological Society, Toronto, Canadá
- ------------------------, h.e. Giganti, g. Dapoto. Forest Protection at Argentina: the RESANFOR-NEUQUEN project

1996 - II Latin American Congress of Mycology, La Habana, Cuba
- ------------------------, héctor Rubí. Cultivation of edible mushrooms on agroindustrial wastes in the Republica Argentina, p. 8

1997 - Workshop on Sustainable Development, Global Change and Environmental Impact. Organised by the Dept. of Geography of the UNC and the Organising Committee of the PROFOR, First Argentinean-Canadian Symposium of Forest Protection
- ------------------------. 'Sustainable Use of forest by-products: the edible and medicinal mushrooms

1997 - The Human Dimensions Global of Climate Change and Sustainable Forest Management in the AmericaAn Inter-American Conference. Brasilia, Brasil
- ------------------------. Sustainable cropping of edible mycorrhizae at Neuquen, Argentina

1999 - III Latin American Congress of Mycology, Caracas, Venezuela, August 31 at the 3 of September
- ------------------------, héctor Rubí. The sustainable cultivation of edible and medicinal mushrooms in the Argentina. p. 47

1996 - First Patagonical Meeting of educators in the Chemistry and others Natural Sciences, Neuquén
- ------------------------. The medicinal, toxic and hallucinogens mushrooms

1997. "XIX Provincial Fair of Sciences and Technology"
- ------------------------. The medicinal, toxic and hallucinogen mushrooms

1999 - III Latinamerican Congress of Mycology, Caracas, Venezuela.
- ------------------------, héctor Rubí. Sustainable production of edible and medicinal mushrooms in Argentina. p. 47

2000 - I Latinamerican Symposium on mushroom production, Xalapa, Veracruz, México
- ------------------------, ----------------. Production of edible mushrooms in Argentina, an alternative to the productive reconversion and economical development, p. 32

### Como Secretaria de Sesión
1996 - II Latin American Congress of Mycology, La Habana, Cuba. Symposium on cultivation of edible mushrooms in Latin America
1998 - First Canadian Argentinean Symposium and First Argentinean Congress of Forest Protection, Buenos Aires. Symposium of Forest Mycology and Forest Pathology
1999 - III Latin American Congress of Mycology, Caracas, Venezuela. Symposium on Technological aspects of the cultivation of edible mushrooms in Latin America
2004 – XVIII Latin American Congress of Microbiology. Buenos Aires, Argentina.
- silvia n. Blumenfeld. Strategies for the conservation of endangered culture collections

- La abreviatura «Blumenf.» se emplea para indicar a Silvia Blumenfeld como autoridad en la descripción y clasificación científica de los vegetales.[4]